# パラダイス (Creature Creatureの曲)
「パラダイス」は、日本のミュージシャンMORRIEのソロプロジェクトCreature Creatureのシングルである。2006年7月19日発売。発売元はデンジャークルー・レコード。

## 概要
- 「風の塔」、「Red」と同時発売。
- 通常盤と期間限定盤の二種リリース。期間限定盤には「パラダイス」PV収録のDVD付き。

## 収録曲
1. パラダイス(4:10) 
作詞：MORRIE、作曲：MORRIE・tetsu、編曲：岡野ハジメ・Creature Creature

## 収録アルバム
- オリジナル『Light & Lust』（2006年8月30日）